# Lenger (Kasachstan)
Lenggir (kasachisch Леңгір; russisch Ленгер Lenger) ist eine Stadt in Kasachstan.

## Geographische Lage
Sie liegt am Fuße des Ugomgebirges im Gebiet Türkistan.

## Bevölkerung
Bei der Volkszählung 1999 wurde für Lenger eine Einwohnerzahl von 19.391 Menschen angegeben. Bei der Volkszählung im Jahr 2009 hatte der Ort 24.642 Einwohner. Bei der letzten Volkszählung 2021 lebten 32.622 Menschen in Lenger. Zum 1. Januar 2025 ergab die Fortschreibung der Bevölkerungszahlen eine Einwohnerzahl von 34.378 Menschen.
| Einwohnerentwicklung               | Einwohnerentwicklung | Einwohnerentwicklung | Einwohnerentwicklung | Einwohnerentwicklung | Einwohnerentwicklung | Einwohnerentwicklung |
| 1959                               | 1970                 | 1979                 | 1989                 | 1999                 | 2009                 | 2021                 |
| ---------------------------------- | -------------------- | -------------------- | -------------------- | -------------------- | -------------------- | -------------------- |
| 22.986                             | 22.220               | 22.047               | 21.716               | 19.391               | 24.642               | 32.622               |
| Anmerkung: Volkszählungsergebnisse |                      |                      |                      |                      |                      |                      |

## Verkehr
Im Bahnhof der Stadt endet eine 29 km lange Zweigstrecke, die in Schymkent von der Turkestan-Sibirische Eisenbahn (Turksib) abtweigt.

## Söhne und Töchter der Stadt
- Robert S. Wistrich (1945–2015), britisch-israelischer Historiker und Antisemitismusforscher polnischer Herkunft